# Küsteningenieurwesen
Das Küsteningenieurwesen umfasst den Tätigkeitsbereich von Bauingenieuren bezüglich des von der Tide beeinflussten Küstengebietes, der seewärts vorgelagerten Wirtschaftszone und der Fördergebiete von Meeresrohstoffen. Es ist zu unterscheiden vom Tätigkeitsbereich der Maschinenbauingenieure in der Meerestechnik.
Wesentliche Teilgebiete des Küsteningenieurwesens sind
- Küsten- und Hochwasserschutz
- Seebau
- Offshorebau